# Луг (струмок)
Луг, Луги — струмок (річка) в Україні у Свалявському районі Закарпатської області. Права притока річки Великої Пині (басейн Дунаю).

## Опис
Довжина струмка приблизно 6,83 км, найкоротша відстань між витоком і гирлом — 5,79  км, коефіцієнт звивистості річки — 1,18 . Формується багатьма гірськими струмками.

## Розташування
Бере початок на східних схилах гори Дунавка (1018,8 м) масиву Синяк. Тече переважно на північний схід через село Поляну і впадає у річку Велику Пиню, праву притоку річки Пині.

## Цікаві факти
- Біля гирла струмка пролягає автошлях Т 0712[2] (автомобільний шлях територіального значення у Закарпатській області. Пролягає територією Перечинського та Свалявського районів через Перечин — Сваляву. Загальна довжина — 52,1 км.).
- На струмку розташований ресторан «Колиба над потоком»[2].